# CD-3
CD-3 (N-этил-N-метиленсульфонаминоэтил-3-метил-п-фенилендиамин сесквисульфат, 2-амино-5-[N-этил-N-(β-метилсульфонамидоэтил)]-аминотолуолсульфонат моногидрат) — органическое соединение с формулой C24H48N6O16S5. Используется как цветное проявляющее вещество паратолуилендиаминового ряда в фотографии. CD-3 — торговое название, использующееся фирмой Kodak и являющееся сокращением от Color Developing Agent 3 (цветное проявляющее вещество 3).

## Физические и химические свойства
Белые или светло-серые кристаллы или порошок. Растворим в воде. Молярная масса составляет 836,999 г/моль.
 Метильная группа, находящаяся в  орто-положении к свободной аминогруппе, введена для облегчения окисления в щелочном растворе. Её присутствие в CD-3 и других производных п-фенилендиамина создаёт электродонорный эффект, увеличивающий электронную плотность в кольце и уменьшающий потенциал прямого двухэлектронного окисления E1/2 примерно на 40 мВ.
Метиленсульфонамидная группа (NHSO2CH3) введена для затруднения проникновения вещества через кожные покровы и является наиболее эффективной из используемых в цветных проявляющих веществах для этой цели.

## Применение
Применяется для цветного проявления цветных негативных и обращаемых фотоплёнок, фотобумаг фирм Kodak, Fujifilm, Agfa. Используется в процессах: ECN-2, VNF-1, Ektaprint-2, Agfacolor Process-92, E-6, RA-4.

## Безопасность
Токсично, раздражает кожу, глаза и респираторную систему. Не является канцерогеном. LD50 для крыс составляет 152 мг/кг.